# Resolutie 951 Veiligheidsraad Verenigde Naties
Resolutie 951 van de Veiligheidsraad van de Verenigde Naties werd op 21 oktober 1994 aangenomen. Dit gebeurde zonder stemming.

## Achtergrond
De Rus Nikolaj Konstantinovitsj Tarasov, die in 1985 was verkozen als rechter van het Internationaal Gerechtshof, was enkele weken eerder overleden. Zijn ambtstermijn liep nog tot februari 1997.

## Inhoud
De Veiligheidsraad:
- betreurt het overlijden van Tarasov op 28 september;
- merkt op dat er een positie bij het Internationaal Gerechtshof is vrijgekomen voor de rest van de ambtstermijn die volgens het Statuut van het Hof moet worden ingevuld;
- merkt op dat de datum van de verkiezingen om de positie in te vullen moet worden vastgelegd door de Veiligheidsraad;
- beslist dat de verkiezing zal plaatsvinden op 26 januari 1995, op een vergadering van de Veiligheidsraad en een vergadering van de Algemene Vergadering tijdens haar 49ste sessie.

## Verwante resoluties
- Resolutie 708 Veiligheidsraad Verenigde Naties (1991)
- Resolutie 805 Veiligheidsraad Verenigde Naties (1993)
- Resolutie 979 Veiligheidsraad Verenigde Naties (1995)
- Resolutie 980 Veiligheidsraad Verenigde Naties (1995)

Lijst ·  893 ·  894 ·  895 ·  896 ·  897 ·  898 ·  899 ·  900 ·  901 ·  902 ·  903 ·  904 ·  905 ·  906 ·  907 ·  908 ·  909 ·  910 ·  911 ·  912 ·  913 ·  914 ·  915 ·  916 ·  917 ·  918 ·  919 ·  920 ·  921 ·  922 ·  923 ·  924 ·  925 ·  926 ·  927 ·  928 ·  929 ·  930 ·  931 ·  932 ·  933 ·  934 ·  935 ·  936 ·  937 ·  938 ·  939 ·  940 ·  941 ·  942 ·  943 ·  944 ·  945 ·  946 ·  947 ·  948 ·  949 ·  950 ·  951 ·  952 ·  953 ·  954 ·  955 ·  956 ·  957 ·  958 ·  959 ·  960 ·  961 ·  962 ·  963 ·  964 ·  965 ·  966 ·  967 ·  968 ·  969